# 玉门东站
39°49′43″N 97°55′10″E / 39.828511°N 97.919426°E
玉门东站，原名玉门站，2013年11月1日更为现名，位于甘肃省玉门市玉门东镇，建于1956年，是兰新铁路的一个车站。距离兰州站803公里，距上行车站黑山湖站11公里，距下行车站腰泉子站27公里。该站隶属兰州铁路局。

## 业务范围
- 客运：办理旅客乘降;行李、包裹托运;
- 货运：办理整车、零担货物发到;办理整车货物承运前保管;不办理罐装危险货物到达;不办理整车爆炸品及整车一级氧化剂发到